# Gouden Tape
De Gouden Tape was een journalistieke aanmoedigingsprijs die jaarlijks werd toegekend om jong talent in de televisie-journalistiek te stimuleren.
De prijs werd door het Nederlands Genootschap van Hoofdredacteuren (opgericht in 1959) op de jaardag uitgereikt.
Aan de prijs was een geldbedrag van 3500 euro verbonden en een kunstwerk in de vorm van een gouden tape met daarbij een oorkonde met het juryrapport.
De prijs werd op 6 april 2001 ingesteld naast Het Gouden Pennetje dat al sinds 1984 bestond. De laatstgenoemde prijs was op 14 december 1984 ingesteld ter gelegenheid van het 25-jarig bestaan van het genootschap. In 2007 ging de prijs samen met Het Gouden Pennetje en de Prijs voor de Dagbladjournalistiek op in een nieuwe prijs, genaamd De Tegel.

## Gelauwerden
- 2005 - Geertjan Lassche (EO) van Netwerk.
- 2004 - Winfried Baijens van het NOS Jeugdjournaal
- 2003 - Melliena Beckmann
- 2002 - Martine Tromp van RTV West
- 2001 - Jeroen Wetzels